# Phrynobatrachus liberiensis
Espèce
Statut de conservation UICN

 LC  : Préoccupation mineure
Phrynobatrachus liberiensis est une espèce d'amphibiens de la famille des Phrynobatrachidae.

## Répartition
Cette espèce se rencontre en Côte d'Ivoire, dans le sud-ouest du Ghana, dans le sud de la Guinée, au Liberia, en Sierra Leone et dans le Sud-Ouest du Nigeria. Elle est présente jusqu'à 1 000 m d'altitude.

## Étymologie
Son nom d'espèce, composé de liberi[a] et du suffixe latin -ensis, « qui vit dans, qui habite », lui a été donné en référence au lieu de sa découverte, Gbanga au Liberia.

## Publication originale
- Barbour & Loveridge, 1927 : Some undescribed frogs and a new gecko from Liberia. Proceedings of the New England Zoölogical Club, vol. 10, p. 13-18.